# 央北重劃區
央北重劃區，全名新店中央新村北側區段徵收開發案，位於台灣新北市新店區，鄰近新店溪東側的十四張地區。該區屬於政府主導的區段徵收案，主要用途為住宅與公共設施的綜合開發。

## 地理位置
央北重劃區總面積約39.8公頃，其土地規劃主要分為兩部分：住宅用地約22.3公頃，公共設施用地約17.5公頃。地理上，區域東側以中央路為界，南接中央新村，西鄰環河快速道路及中安大橋，北臨十四張重劃區。央北重劃區交通備有聯外道路包括環河快速道路、中央路和中正路，通勤範圍涵蓋台北市、新店市區及中和地區。
公共運輸方面，區域鄰近捷運環狀線十四張站與松山新店線的小碧潭站。未來規劃中的安坑輕軌有望進一步強化交通網絡。然而，目前區內尚無公車站牌，居民需前往鄰近主幹道路搭乘公車。

## 開發歷程
央北重劃區的開發始於政府的區段徵收計劃，目的是整合土地資源以提升土地利用效率及區域發展潛力。
- 2020年初期：相關都市計畫方案通過，針對住宅與公共設施進行初步規劃。
- 2022年：重點項目「十四張站暨南機廠土地開發案」正式招商，該聯開案計劃整合捷運設施與商業空間，成為區域發展的重要引擎。
- 2023年：歷史文化相關建設啟動，計劃於十四張歷史公園內重建多處劉氏家廟及古厝，以保存地方文化記憶。
- 2024年：聯開案動工，預計將引入約1.2萬就業人口，促進區域經濟發展。[5]

隨著上述項目的推進，重劃區內基礎設施與公共服務逐步完善，為後續的房地產開發及人口引進奠定基礎。

## 教育
央北重劃區預留了一塊國小用地，未來將打造成具有國際視野的小學幼教園區，導入國際認證的雙語學校，為新北市培育國際化人才。

## 住宅環境
央北重劃區裡面有非常多的建案興建完或者還在興建當中，另也有幾塊地還在等待興建。
| 建案名稱        | 建商名稱   | 完工年份   | 總戶數 |
| 潤泰央北        | 潤泰創新   | 約2024年   | 185戶  |
| 國泰豐和        | 國泰建設   | 約2023年   | 223戶  |
| 誠鑫            | 誠家興建設 | 約2023年   | 242戶  |
| 宏普中央公園    | 宏普建設   | 約2024年   | 314戶  |
| 國美中央新村    | 國美建設   | 約2022年   | 220戶  |
| 希爾登          | 希爾登建設 | 約2023年   | 320戶  |
| 宏國大央北      | 宏國建設   | 約2023年   | 151戶  |
| 波爾多2樂菲莊園 | 央北建設   | 約2024年   | 655戶  |
| 央泱長虹        | 長虹建設   | 預計2025年 | 231戶  |

同時央北北側的十四張捷運站附近有十四張Ｂ單元開發區於2025/07也啟動徵收工程，許多區域已經圍籬整理。

## 交通
A). 道路:
新店央北重劃區的道路規劃整齊，主要道路包含：
1. 東北西南向的道路 (地圖上從左至右排列):
- 溪園路
- 中山路
- 啟文路
- 斯馨路
- 中央路
- 央北二路206巷

2. 東南西北向的道路 (地圖上從左至右排列):
- 央北一路
- 合記街
- 日月街
- 央北二路
- 文記街
- 十四張路
- 斯馨路71巷

3. 彎折的道路 (地圖上從左至右排列):
- 央北二路 (在行經中山路以北後會右轉與十四張路交會)
- 順德街 (與央北二路有兩個交口)

B. 大眾運輸(公車):
目前主要有以下幾路線會開進央北重劃區，或經過外圍道路:
綠５：
從大崎腳出發(經北新路/中正路等)再經過環狀線十四張捷運站前往央北重劃區，會經過央北社會住宅(央北二路)>十四張歷史公園(央北二路)>央北二路>新店高中(中央路)>中央新村(央北一路)>湯泉美地(中山路)>湯泉社區(中山路)>溪園路255巷口>蘭莊(溪園路)>十四張路口(溪園路)>十四張捷運站>再沿路前往大崎腳(經復興路/中正路/北新路等)
C. 大眾運輸(捷運):
環狀線 - 十四張捷運站
新店松山綠線(小碧潭線) - 小碧潭捷運站

## 参見
- 塭仔圳重劃區
- 洲子洋重劃區
- 臺北大學特定區
- 頭前重劃區
- 鳳鳴重劃區